# بوستان (كيسكان)
بوستان (بالفارسية: بوستان) هي قرية تقع في إيران في قسم كيسكان الريفي. يقدر عدد سكانها بـ 28 نسمة في 12 عائلة حسب إحصاء سكان في عام 2006.